# سهره طلایی آمریکایی
سهره طلایی آمریکایی، (نام علمی: Carduelis tristis) پرنده‌ای کوچک جزو خانوادهٔ فنچها و از آمریکای شمالی است. این پرنده همچنین با نام سهرهٔ شرقی و قناری وحشی نیز شناخته شده‌است. این پرنده، مهاجرت‌کننده است و در فصل تولید مثل، در محدودهٔ آلبرتای میانه تا کارولینای شمالی جابه‌جا می‌شود. در زمستان نیز، از جنوب خط مرزی کانادا به مکزیک مهاجرت می‌کند.